# Провулок Шевченка (Київ, Біличі)
Прову́лок Шевче́нка — зниклий провулок, що існував у Ленінградському районі (нині — територія Святошинського) міста Києва, селище Біличі. Пролягав від Ірпінської вулиці до тупика. 

## Історія
Провулок виник у 20–30-х роках XX століття під такою ж назвою. Ліквідований наприкінці 1980-х років у зв'язку з частковим знесенням старої забудови селища Біличі та будівництва багатоповерхових будинків.